# Daiki Iwamasa
Daiki Iwamasa (岩政大樹, Iwamasa Daiki), né le 30 janvier 1982 à Suō-Ōshima dans la préfecture de Yamaguchi, est un ancien footballeur international japonais. 

## Biographie
Daiki Iwamasa est formé au Kashima Antlers. Il ne dispute aucun match lors de sa première saison en 2003. Il fait ses premières apparitions en 2004 où il est aligné à 18 reprises et inscrit 4 buts. Le club finit à la 6e du championnat. La saison suivante, Kashima finit à une belle troisième place, et Iwamasa participe à plus de matchs, puisqu'il en dispute 31 matchs en championnat et inscrit 6 buts (4 en J-League et 2 en J-League Cup).
La saison 2006 voit les Kashima Antlers terminer à la 6e place de la J-League, et Iwamasa en profite pour inscrire 6 buts cette saison (3 en championnat, 2 en J-League Cup et 1 en Coupe de l'Empereur). Sans grande surprise, Iwamasa n'est pas sélectionné pour la Coupe du monde de football 2006.
À partir de 2007, Daiki va connaitre de belles aventures avec son club. D'abord la saison 2007 où les Kashima Antlers remporte le Championnat et la coupe de l'empereur après une victoire 2-0 sur le Sanfrecce Hiroshima. Il marquera 6 buts en 48 matchs. En 2008, Kashima remporte le championnat pour la deuxième année consécutive et sera dans la J. League Best Eleven.
L'année 2009 est une grande année avec la victoire pour la troisième fois de suite du championnat, remportera la Supercoupe du Japon et fait partie de l'équipe type de la saison. Il sera sélectionné pour la première fois en sélection le 10 octobre 2009 contre l'Écosse.
La saison 2010 ne le verra jouer que 5 matchs mais il sera quand même sélectionné pour la Coupe du monde de football 2010 en Afrique du Sud.

## Palmarès
- Championnat du Japon (J-League) : 2007, 2008 et 2009 (3 fois)
- Coupe du Japon de football : 2007, 2010
- Supercoupe du Japon de football : 2009 et 2010
- Coupe de la Ligue japonaise : 2011 et 2012
- J. League Best Eleven : 2007, 2008 et 2009